# تپه منصورآباد (شهرستان مرودشت)
تپه منصورآباد مربوط به هزاره سوم قبل از میلاد است و در شهرستان مرودشت، بخش کامفیروز، دهستان کامفیروز جنوبی، ۳۰۰ متری شمال روستای منصورآباد واقع شده و این اثر در تاریخ ۳۰ بهمن ۱۳۸۶ با شمارهٔ ثبت ۲۰۷۹۸ به‌عنوان یکی از آثار ملی ایران به ثبت رسیده است.